# 신용선
신용선(1978년 12월 19일~)은 대한민국의 바이애슬론 선수 출신 바이애슬론 지도자로, 선수시절 1988년 동계 올림픽에 참가했다.